# Monterrubio de la Serena
Monterrubio de la Serena est une commune d’Espagne, de la province de Badajoz, communauté autonome d'Estrémadure.